# Discografia de SMAP
A discografia de SMAP, um grupo de ídolos japoneses, consiste de dezenove álbuns de estúdio, quatro compilações, um álbum remix, quarenta e cinco singles e dezesseis álbuns de vídeo.

## Álbuns

### Álbuns de estúdio
| Ano  | Detalhes do álbum | Posição | Certificações (vendas limiares) |
| Ano  | Detalhes do álbum | JPN     | Certificações (vendas limiares) |
| ---- | --- | ------- | ------------------------------- |
| 1992 | SMAP 001 - Lançamento: 1 de Janeiro de 1992 - Gravadora: Victor Entertainment (VICL-263) - Formato: CD                                 | 14      |                                 |
| 1992 | SMAP 002 - Lançamento: 26 de Agosto de 1992 - Gravadora: Victor Entertainment (VICL-333) - Formato: CD                                 | 6       |                                 |
| 1993 | SMAP 003 - Lançamento: 1 de Janeiro de 1993 - Gravadora: Victor Entertainment (VICL-369) - Formato: CD                                 | 11      |                                 |
| 1993 | SMAP 004 - Lançamento: 7 de Julho de 1993 - Gravadora: Victor Entertainment (VICL-416) - Formato: CD                                   | 3       |                                 |
| 1994 | SMAP 005 - Lançamento: 2 de Fevereiro de 1994 - Gravadora: Victor Entertainment (VICL-501) - Formato: CD                               | 2       |                                 |
| 1994 | SMAP 006: Sexy Six - Lançamento: 7 de Julho de 1994 - Gravadora: Victor Entertainment (VICL-540) - Formato: CD                         | 2       |                                 |
| 1995 | SMAP 007: Gold Singer - Lançamento: 7 de Julho de 1995 - Gravadora: Victor Entertainment (VICL-671) - Formato: CD                      | 1       |                                 |
| 1996 | SMAP 008: Tacomax - Lançamento: 3 de Março de 1996 - Gravadora: Victor Entertainment (VICL-745) - Formato: CD                          | 2       |                                 |
| 1996 | SMAP 009 - Lançamento: 12 de Agosto de 1996 - Gravadora: Victor Entertainment (VICL-800) - Formato: CD                                 | 1       |                                 |
| 1997 | SMAP 011: Su - Lançamento: 6 de Agosto de 1997 - Gravadora: Victor Entertainment (VICL-60052) - Formato: CD                            | 3       |                                 |
| 1998 | SMAP 012: Viva Amigos! - Lançamento: 18 de Junho de 1998 - Gravadora: Victor Entertainment (VICL-60196) - Formato: CD                  | 1       |                                 |
| 1999 | Birdman SMAP 013 - Lançamento: 14 de Julho de 1999 - Gravadora: Victor Entertainment (VICL-60450) - Formato: CD                        | 2       |                                 |
| 2000 | S-map SMAP 014 - Lançamento: 14 de Outubro de 2000 - Gravadora: Victor Entertainment (VICL-60667) - Formato: CD                        | 2       |                                 |
| 2002 | SMAP 015: Drink! Smap! - Lançamento: 24 de Julho de 2002 - Gravadora: Victor Entertainment (VICL-60950) - Formato: CD                  | 2       |                                 |
| 2003 | SMAP 016: MIJ - Lançamento: 25 de Junho de 2003 - Gravadora: Victor Entertainment (VICL-61177/8) - Formato: 2CD                        | 1       | - RIAJ: Platina Dupla           |
| 2005 | Sample Bang! - Lançamento: 27 de Julho de 2005 - Gravadora: Victor Entertainment (VICL-61888/90) - Formato: 3CD                        | 1       | - RIAJ: Platina                 |
| 2006 | Pop Up! SMAP - Lançamento: 26 de Julho de 2006 - Gravadora: Victor Entertainment (VICL-62113/4, VICL-62111/2) - Formato: 2CD           | 1       | - RIAJ: Platina                 |
| 2008 | Super Modern Artistic Performance - Lançamento: 24 de Setembro de 2008 - Gravadora: Victor Entertainment (VICL-63333/4) - Formato: 2CD | 1       | - RIAJ: Platina                 |
| 2010 | We are SMAP! - Lançamento: 21 de Julho de 2010 - Gravadora: Victor Entertainment (VICL-63666/63667) - Formato: 2CD                     | 1       |                                 |
| 2012 | GIFT of SMAP - Lançamento: 8 de Agosto de 2012 - Gravadora: Victor Entertainment - Formato: 2CD                                        | 1       |                                 |
| 2014 | Mr.S - Lançamento: 3 de Setmbro de 2014 - Gravadora: Victor Entertainment - Formato: 2CD                                               | 1       |                                 |

### Compilações
| Ano  | Detalhes do álbum | Posição | Certificações (vendas limiares) |
| Ano  | Detalhes do álbum | JPN     | Certificações (vendas limiares) |
| ---- | --- | ------- | ------------------------------- |
| 1995 | Cool - Lançamento: 1 de Janeiro de 1995 - Gravadora: Victor Entertainment (VICL-631) - Formato: CD                      | 1       |                                 |
| 1997 | Wool - Lançamento: 26 de Março de 1997 - Gravadora: Victor Entertainment (VICL-40212/3) - Formato: 2CD                  | 2       |                                 |
| 2001 | SMAP Vest - Lançamento: 23 de Março de 2001 - Gravadora: Victor Entertainment (VICL-60726/7) - Formato: 2CD             | 1       |                                 |
| 2001 | Pams (ウラスマ, Urasuma) - Lançamento: 8 de Agosto de 2001 - Gravadora: Victor Entertainment (VICL-60800) - Formato: CD | 1       |                                 |
| 2011 | SMAP AID - Lançamento: 17 de Agosto de 2011 - Gravadora: Victor Entertainment (VIZL-777) - Formato: CD                  | 1       |                                 |

### Álbuns remix
| Ano  | Detalhes do álbum                                                                                    | Posição | Certificações (vendas limiares) |
| Ano  | Detalhes do álbum                                                                                    | JPN     | Certificações (vendas limiares) |
| ---- | --- | ------- | ------------------------------- |
| 1995 | Boo - Lançamento: 22 de Novembro de 1995 - Gravadora: Victor Entertainment (VICL-5317) - Formato: CD | 5       |                                 |

### Mini álbuns
| Ano  | Detalhes do álbum                                                                                        | Posição | Certificações (vendas limiares) |
| Ano  | Detalhes do álbum                                                                                        | JPN     | Certificações (vendas limiares) |
| ---- | --- | ------- | ------------------------------- |
| 1998 | La Festa - Lançamento: 26 de Agosto de 1998 - Gravadora: Victor Entertainment (VICL-60280) - Formato: CD | 2       |                                 |

## Singles
| Ano  | Detalhes da canção | Posição | Certificações (vendas limiares)    |
| Ano  | Detalhes da canção | JPN     | Certificações (vendas limiares)    |
| ---- | --- | ------- | ---------------------------------- |
| 1991 | "Can't Stop!! Loving" (Não posso parar!! Amando) - Lançamento: 9 de Setembro de 1991                                                                  | 2       | - RIAJ: Ouro (Antigo)              |
| 1991 | "Seigi no Mikata wa Ateninaranai" (正義の味方はあてにならない, Eu não posso depender de um amigo da justiça) - Lançamento: 6 de Dezembro de 1991      | 10      |                                    |
| 1992 | "Kokoro no Kagami" (心の鏡, O espelho do coração) - Lançamento: 18 de Março de 1992                                                                   | 3       |                                    |
| 1992 | "Makeru na Baby! Never Give Up" (負けるなBaby!～Never give up, Não perca! Nunca desista) - Lançamento: 8 de Julho de 1992                             | 5       |                                    |
| 1992 | "Egao no Genki" (笑顔のゲンキ, A energia de seu rosto sorridente) - Lançamento: 11 de Novembro de 1992                                                | 8       |                                    |
| 1992 | "Yuki ga Futtekita" (雪が降ってきた, A neve está caindo) - Lançamento: 12 de Dezembro de 1992                                                         | 7       |                                    |
| 1993 | "Zutto Wasurenai" (ずっと忘れない, Eu nunca esquecerei) - Lançamento: 3 de Março de 1993                                                              | 7       |                                    |
| 1993 | "Hajimete no Natsu" (はじめての夏, Primeiro Verão) - Lançamento: 6 de Junho de 1993                                                                   | 7       |                                    |
| 1993 | "Kimi wa Kimi Dayo" (君は君だよ, Você é quem você é) - Lançamento: 9 de Setembro de 1993                                                              | 7       |                                    |
| 1993 | "$10" - Lançamento: 11 de Novembro de 1993 | 5       | - RIAJ: Ouro (Antigo)              |
| 1994 | "Kimi Iro Omoi" (君色思い, Pensamentos na sua cor) - Lançamento: 1 de Janeiro de 1994                                                                 | 5       | - RIAJ: Ouro (Antigo)              |
| 1994 | "Hey Hey Ōki ni Maido Ari" (Hey Hey おおきに毎度あり, Hey Hey obrigado por seu negócio) - Lançamento: 12 de Março de 1994                             | 1       | - RIAJ: Ouro (Antigo)              |
| 1994 | "Original Smile" (オリジナル スマイル, Orijinaru Sumairu, Sorriso Original) - Lançamento: 6 de Junho de 1994                                          | 2       |                                    |
| 1994 | "Ganbarimashō" (がんばりましょう, Vamos trabalhar duro!) - Lançamento: 9 de Setembro de 1994                                                          | 1       | - RIAJ: Platina (Antigo)           |
| 1994 | "Tabun Ōrai" (たぶんオーライ, Provavelmente está bem) - Lançamento: 21 de Dezembro de 1994                                                            | 1       | - RIAJ: Platina (Antigo)           |
| 1995 | "Kansha Shite" (Kanshaして, Gratidão) - Lançamento: 3 de Março de 1995                                                                                | 1       | - RIAJ: Platina (Antigo)           |
| 1995 | "Shiyō Yo" (しようよ, Vamos fazer isso) - Lançamento: 6 de Junho de 1995                                                                              | 1       | - RIAJ: Platina (Antigo)           |
| 1995 | "Donna Ii Koto" (どんないいこと, Qualquer coisa agradável) - Lançamento: 9 de Setembro de 1995                                                        | 1       | - RIAJ: Platina (Antigo)           |
| 1995 | "Oretachi ni Asu wa Aru" (俺たちに明日はある, Existe um amanhã para nós) - Lançamento: 11 de Novembro de 1995                                         | 1       | - RIAJ: Platina (Antigo)           |
| 1996 | "Munasawagi o Tanomu Yo" (胸さわぎを頼むよ, Por favor mova meu coração) - Lançamento: 2 de Fevereiro de 1996                                          | 2       | - RIAJ: Platina (Antigo)           |
| 1996 | "Hadaka no Ōsama: Shibutoku Tsuyoku" (はだかの王様～シブトク つよく～, O rei nu: Teimoso e forte) - Lançamento: 5 de Maio de 1996                     | 2       | - RIAJ: Platina (Antigo)           |
| 1996 | "Aoi Inazuma" (青いイナズマ, Raio Azul) - Lançamento: 15 de Julho de 1996                                                                             | 1       | - RIAJ: Platina (Antigo)           |
| 1996 | "Shake" (Agite) - Lançamento: 18 de Novembro de 1996                                                                                                  | 1       | - RIAJ: Duplo Platina (Antigo)     |
| 1997 | "Dynamite" (ダイナマイト, Dainamaito, Dinamite) - Lançado: 26 de Fevereiro de 1997                                                                    | 3       | - RIAJ: Duplo Platina (Antigo)     |
| 1997 | "Celery" (セロリ, Serori, Salsão) - Lançamento: 14 de Maio de 1997                                                                                    | 2       | - RIAJ: Platina (Antigo)           |
| 1997 | "Peace!" (Paz!) - Lançamento: 26 de Setembro de 1997                                                                                                  | 2       | - RIAJ: Platina (Antigo)           |
| 1998 | "Yozora no Mukō" (夜空ノムコウ, Além da noite estrelada) - Lançamento: 14 de Janeiro de 1998                                                          | 1       | - RIAJ: Quadruplo Platina (Antigo) |
| 1998 | "Taisetsu" (たいせつ, Importante) - Lançamento: 8 de Maio de 1998                                                                                     | 4       | - RIAJ: Platina (Antigo)           |
| 1999 | "Asahi o mi ni Ikō Yo" (朝日を見に行こうよ, Vamos ver o nascer do sol) - Lançamento: 27 de Janeiro de 1999                                            | 3       | - RIAJ: Platina (Antigo)           |
| 1999 | "Fly" (Voe) - Lançamento: 23 de Junho de 1999 | 2       | - RIAJ: Platina (Antigo)           |
| 2000 | "Let It Be" (Deixe-o ser) - Lançamento: 9 de Fevereiro de 2000                                                                                        | 4       | - RIAJ: Ouro (Antigo)              |
| 2000 | "Lion Heart" (らいおんハート, Raion Hāto, Coração de Leão) - Lançamento: 30 de Agosto de 2000                                                         | 1       | - RIAJ: Triplo Platina (Antigo)    |
| 2001 | "Smac" - Lançamento: 28 de Julho de 2001 | 3       |                                    |
| 2002 | "Freebird" (Pássaro livre) - Lançamento: 25 de Maio de 2002                                                                                           | 1       | - RIAJ: Platina (Antigo)           |
| 2003 | "Sekai ni Hitotsu Dake no Hana" (世界に一つだけの花, Uma flor única no mundo) - Lançamento: 5 de Maio de 2003                                         | 1       | - RIAJ: Três milhões               |
| 2005 | "Tomodachi e: Say What You Will" (友だちへ～Say What You Will～, Para meus amigos: Digam o que quiser) - Lançamento: 19 de Janeiro de 2005            | 1       | - RIAJ: Platina                    |
| 2005 | "Bang! Bang! Bakansu!" (Bang! Bang! バカンス！, Bang! Bang! Férias!) - Lançamento: 27 de Julho de 2005                                                | 1       | - RIAJ: Platina                    |
| 2005 | "Triangle" (Triângulo) - Lançamento: 23 de Novembro de 2005                                                                                           | 1       | - RIAJ: Platina                    |
| 2006 | "Dear Woman" (Querida mulher) - Lançamento: 19 de Abril de 2006                                                                                       | 1       | - RIAJ: Platina                    |
| 2006 | "Arigatō" (ありがとう, Obrigado) - Lançamento: 11 de Outubro de 2006                                                                                  | 1       | - RIAJ: Platina                    |
| 2007 | "Dangan Faitā" (弾丸ファイター, Lutador bala) - Lançamento: 19 de Dezembro de 2007                                                                    | 1       | - RIAJ: Platina                    |
| 2008 | "Sonomama/White Message" (そのまま／White Message, Apenas desse jeito/Mensagem branca) - Lançamento: 5 de Março de 2008                               | 1       | - RIAJ: Platina                    |
| 2008 | "Kono Toki, Kitto Yume Ja Nai" (この瞬間（とき）、きっと夢じゃない, Este momento, eu sei que não é um sonho) - Lançamento: 13 de Agosto de 2008       | 1       | - RIAJ: Ouro                       |
| 2009 | "Sotto Kyutto/Superstar" (そっと きゅっと／スーパースター★, Suavemente e mantenha/Superestrela) - Lançamento: 26 de Agosto de 2009                    | 1       | - RIAJ: Ouro                       |
| 2010 | "This is Love" (Isto é amor) - Lançamento: 4 de Agosto de 2010                                                                                        | 1       | - RIAJ: Platina                    |
| 2011 | "not alone ~Shiawase ni narou yo~" (not alone ～幸せになろうよ～, não sozinho ~Vamos ser felizes~) - Lançamento: 24 de Abril de 2011 - Single Digital | -       |                                    |
| 2011 | "Boku no hanbun" (僕の半分, Metade de mim) - Lançamento: 21 de Dezembro de 2011                                                                       | 1       | - RIAJ: Ouro                       |
| 2012 | "Sakasama no Sora" (さかさまの空, Céu invertido) - Lançamento: 25 de Abril de 2012                                                                    | 1       | - RIAJ: Ouro                       |
| 2012 | "Moment" (Momento) - Lançamento: 1 de Agosto de 2012                                                                                                  | 1       | - RIAJ: Ouro                       |
| 2013 | "Mistake/Battery" (Erro/Bateria) - Lançamento: 27 de fevereiro de 2013                                                                                | 1       | - RIAJ: Platina                    |
| 2013 | "Joy!!" (Alegria) - Lançamento: 5 de Junho de 2013 | 1       | - RIAJ: Platina                    |
| 2013 | "Shareotsu/Hello" (シャレオツ/ハロー) - Lançamento: 18 de Dezembro de 2013                                                                            | 1       | - RIAJ: Platina                    |
| 2014 | "Yes we are/Kokokara" (Yes we are/ココカラ, Sim, nós somos/Daqui) - Lançamento: 9 de Abril de 2014                                                    | 1       | - RIAJ: Ouro                       |
| 2014 | "Top Of The World/Amazing Discovery" (Topo do mundo/Descoberta surpreendente) - Lançamento: 16 de Julho de 2014                                       | 1       | - RIAJ: Ouro                       |
| 2015 | "Karei naru Gyakushū/Humor Shichauyo" (華麗なる逆襲/ユーモアしちゃうよ, Contra-ataque deslumbrante/Farei Humor) - Lançamento: 18 de Fevereiro de 2014 | 1       | - RIAJ: Ouro                       |
| 2015 | "Otherside/Ai ga Tomaru made wa" (Otherside/愛が止まるまでは, Outro Lado/Até o amor parar) - Lançamento: 9 de Setembro de 2014                        | TBA     | - RIAJ: Ouro                       |

## Vídeos

### Canções
| Ano  | Detalhes do vídeo | Posição    | Certificações (vendas limiares) |
| Ano  | Detalhes do vídeo | JPN        | Certificações (vendas limiares) |
| ---- | --- | ---------- | ------------------------------- |
| 1991 | Hop Smap Jump! - Lançamento: 21 de Setembro de 1991 (VHS) - Gravadora: Victor Entertainment (VIVL-55) | —          |                                 |
| 1992 | 1992.1 SMAP 1st Live - Yattekimashita Oshogatsu (1992.1 SMAP 1st LIVE 「やってきましたお正月!!」コンサート) - Lançamento: 14 de Março de 1992(VHS), 24 de Dezembro de 2003 (DVD) - Gravadora: Victor Entertainment (VIVL-71, VIBL-181) | [ nota 1 ] |                                 |
| 1994 | Sexy Six Show - Lançamento: 11 de Novembro de 1994 (VHS), 24 de dezembro de 2003 (DVD) - Gravadora: Victor Entertainment (VIVL-134, VIBL-184)                                                                                          | [ nota 2 ] |                                 |
| 1995 | SMAP 007 Movies: Summer Minna Atsumare Party - Lançamento: 16 de Dezembro de 1995(VHS), 24 de Dezembro de 2003 (DVD) - Gravadora: Victor Entertainment (VIVL-165, VIVL-134)                                                            | [ nota 3 ] |                                 |
| 1996 | SMAP 010: Ten - Lançamento: 9 de Dezembro de 1996 (VHS), 2 de Dezembro de 2000 (DVD) - Gravadora: Victor Entertainment (VIVL-197, VIBL-24)                                                                                             | —          |                                 |
| 1997 | 1997 SMAP Live Su - Lançamento: 17 de Dezembro de 1997 (VHS, DVD) - Gravadora: Victor Entertainment (VIVL-213, VIBL-9/10) | —          |                                 |
| 1998 | SMAP Live Amigos! - Lançamento: 24 de Dezembro de 1998 (VHS), 6 de Dezembro de 2000 (DVD) - Gravadora: Victor Entertainment (VIVL-232, VIBL-25)                                                                                        | —          |                                 |
| 1999 | Live Birdman - Lançamento: 22 de Dezembro de 1999 (VHS), 1 de Janeiro de 2000 (DVD) - Gravadora: Victor Entertainment (VIVL-246, VIBL-15)                                                                                              | 8          |                                 |
| 2001 | Live S-map - Lançamento: 14 de Março de 2001 (VHS, DVD) - Gravadora: Victor Entertainment (VIBL-33) | 3          |                                 |
| 2001 | Live Pams (LIVE ウラスマ, Live Urasuma) - Lançamento: 21 de Dezembro de 2001 (VHS, DVD) - Gravadora: Victor Entertainment (VIVL-277/8, VIBL-48/9)                                                                                      | 3          |                                 |
| 2002 | Clip! Smap! - Lançamento: 21 de Setembro de 2002 (VHS, DVD) - Gravadora: Victor Entertainment (VIVL-288, VIBL-88) | 2          |                                 |
| 2003 | Smap! Tour! 2002! - Lançamento: 5 de Março de 2003 (VHS, DVD) - Gravadora: Victor Entertainment (VIVL-289/90, VIBL-128/30) | 1          | - RIAJ: Platina                 |
| 2003 | Live MIJ - Lançamento: 24 de Dezembro de 2003 (VHS, DVD) - Gravadora: Victor Entertainment (VIVL-291/2, VIBL-161/3) | 1          | - RIAJ: Ouro                    |
| 2005 | SMAP to Itsu Chatta! SMAP Sample Tour 2005 (SMAPとイッちゃった! SMAP Sample Tour 2005) - Lançamento: 24 de Dezembro de 2005 (VHS, DVD) - Gravadora: Victor Entertainment (VIVL-301/2, VIBL-301/3)                                      | 1          | - RIAJ: Platina                 |
| 2006 | Pop Up! SMAP Live! Omottayori Tonjaimashita! Tour (Pop Up! SMAP LIVE! 思ったより飛んじゃいました! ツアー) - Lançamento: 6 de Dezembro de 2006 (VHS, DVD) - Gravadora: Victor Entertainment (VIVL-366/7, VIBL-366/8)                    | 2          | - RIAJ: Ouro                    |
| 2008 | SMAP 2008 Super Modern Artistic Performance Tour - Lançamento: 17 de Dezembro de 2008 (DVD) - Gravadora: Victor Entertainment (VIBL-501/503)                                                                                           | 1          | - RIAJ: Platina                 |